# República Soviética de China
La República Soviética de China (RSC o RSCh; en chino: 中華蘇維埃共和國, romanizado: Zhōnghuá Sūwéi'āi Gònghēguó) fue un Estado dentro de China, proclamado el 7 de noviembre de 1931 por los líderes del Partido Comunista de China (PCCh), Mao Zedong y Zhu De, en las primeras etapas de la guerra civil china. Los territorios no contiguos de la RSC incluían 18 provincias y 4 condados bajo control comunista. El gobierno de la RSC se ubicaba en su territorio más extenso, el Sóviet de Jiangxi, en el sureste de China, con capital en Ruijin. Debido a la importancia del Sóviet de Jiangxi en los inicios de la RSC, el nombre "Soviet de Jiangxi" se utiliza a veces para referirse a la RSC en su conjunto. Otros territorios componentes de la RSC incluyeron los sóviets de Minzhegan, Xianggan, Xiang'egang, Honghu, Xiang'echuanqian, Eyuwan, Eyushan, Shaanxi-Gansu, Sichuan-Shaanxi y Hailufeng.
Mao Zedong fue presidente del Estado de la RSC y primer ministro; lideró el Estado y su gobierno. Su gestión como comandante de un "pequeño Estado dentro del Estado" le proporcionó experiencia en la guerra de movimientos y la organización campesina, lo que le ayudó a liderar a los comunistas chinos hacia la victoria en 1949.
Las campañas de cerco iniciadas por el Kuomintang en 1934 obligaron al PCCh a abandonar la mayoría de los sóviets en el sur de China. El PCCh (incluida la dirección de la RSCh) emprendió la Larga Marcha desde el sur de China hasta el Sóviet de Yan'an, donde aún existían algunos restos de la RSCh. Una compleja serie de acontecimientos en 1936 culminó en el incidente de Xi'an, en el que Chiang Kai-shek fue secuestrado y obligado a negociar con el PCCh. El PCCh ofreció abolir la RSCh y poner al Ejército Rojo Chino bajo el mando (nominal) del Kuomintang a cambio de autonomía y una alianza contra Japón. Estas negociaciones resultaron fructíferas y finalmente dieron lugar a la creación del Segundo Frente Unido. La RSCh se disolvió oficialmente el 22 de septiembre de 1937 y el Sóviet de Yan'an se reconstituyó oficialmente como las Regiones Fronterizas de Shaan-Gan-Ning y Jin-Cha-Ji.

## Historia
El 7 de noviembre de 1931 (el aniversario de la Revolución rusa de octubre de 1917) se celebró una Conferencia Nacional de Delegados del Pueblo Soviético en Ruijin (瑞金), provincia de Jiangxi. Ruijin era la capital nacional, y la República había recibido asistencia de la Unión Soviética para organizar la reunión. Nació la República Soviética de China (chino: 中華 蘇維埃 共和國), aunque la mayor parte de China todavía estaba controlada por la República de China; Se realizó una ceremonia de apertura para el nuevo país, y Mao Zedong y otros comunistas asistieron al desfile militar. Debido a que la RSC tenía su propio banco nacional, imprimió su propio dinero y recaudó sus propios impuestos, esto se considera el comienzo de las Dos Chinas.[cita requerida]

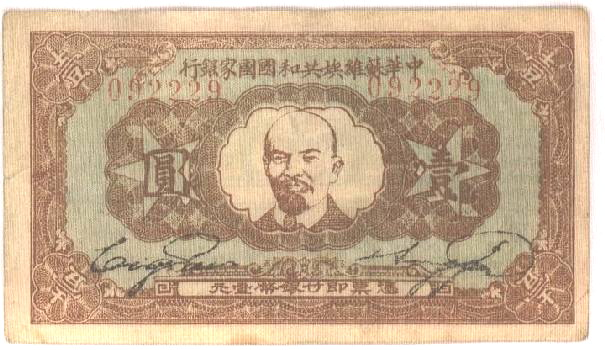
Billete de un yuan con la efigie de Lenin emitido por la República Soviética de China. Debido a su rareza, los billetes y sellos emitidos por el fugaz Estado alcanzan altos valores en el mercado de coleccionismo actual.

Con Mao Zedong como jefe de Estado (中央 執行 委員會 主席, "Presidente del Comité Ejecutivo Central") y jefe de Gobierno (人民 委員會 主席, "Presidente del Consejo de Comisarios del Pueblo"), la RSC se expandió gradualmente. En su apogeo cubría más de 30 000 kilómetros cuadrados (12 000 millas cuadradas), una gran parte de dos provincias (con Tingzhou en Fujian), y tenía una población de tres millones. Su economía era más estable que la mayoría de las áreas controladas por los señores de la guerra chinos. Además de los soldados de la milicia y la guerrilla, el Ejército Rojo chino estaba bien armado y había alcanzado a más de 140,000 soldados a principios de la década de 1930. El Ejército Rojo chino tenía tecnología de comunicaciones moderna (teléfonos, telégrafos y radio, de los que carecían los ejércitos de los caudillos), y transmitía mensajes codificados inalámbricos mientras que rompía los códigos nacionalistas. En ese momento, solo el ejército de Chiang Kai-shek podía igualar a las fuerzas comunistas.
El Kuomintang, liderado por Chiang Kai-shek, se sintió amenazado por la RSC. Indujo a los señores de la guerra chinos a que el Ejército Nacional Revolucionario asediara la RSC, lanzando lo que Chiang y sus compañeros nacionalistas llamaron campañas de cerco. Los comunistas respondieron con lo que llamaron campañas contra el cerco. La primera, segunda y tercera campañas de cerco de Chiang Kai-shek fueron derrotadas por el Ejército Rojo chino, liderados por Mao. Sin embargo, después de la tercera campaña contra el cerco, Mao fue reemplazado por Wang Ming, un comunista chino que regresaba de la Unión Soviética. El Ejército Rojo Chino fue comandado por un comité de tres hombres, que incluía a los asociados de Wang Ming, Otto Braun (el asesor militar de la Internacional Comunista), Bo Gu y Zhou Enlai. La RSC luego comenzó un rápido declive, debido a su gobierno de extrema izquierda y su comando militar incompetente. El nuevo liderazgo no pudo librarse de la influencia de Mao (que continuó durante la cuarta campaña de cerco), que protegió temporalmente a los comunistas. Sin embargo, debido al predominio del nuevo liderazgo comunista después de la cuarta campaña de contra-cerco, el Ejército Rojo Chino casi se redujo a la mitad. La mayor parte de su equipo se perdió durante la quinta campaña de cerco de Chiang; Esto comenzó en 1933 y fue orquestado por los asesores alemanes de Chiang, quienes abogaron por rodear la RSC con fortines fortificados. Esto fue efectivo; En un esfuerzo por romper el bloqueo, el Ejército Rojo Chino asedió las fortalezas muchas veces, sufriendo muchas bajas y un éxito limitado. Como resultado, la RSC se redujo significativamente debido a la pérdida de personal y material del Ejército Rojo Chino.

## Estructura del estado

### Inteligencia
Los comunistas parecían condenados cuando fueron atacados por los nacionalistas. Sin embargo, Zhou Enlai había plantado más de una docena de topos en el círculo íntimo de Chiang Kai-shek, incluido en su cuartel general en Nanchang. Uno de los agentes más importantes de Zhou, Mo Xiong (莫 雄), no era comunista; Sin embargo, sus contribuciones salvaron al Partido Comunista de China y al Ejército Rojo Chino.
Con las recomendaciones del secretario general de Chiang Kai-shek, Yang Yongtai (楊永泰) (que desconocía las actividades comunistas de Mo), Mo se levantó en el régimen de Chiang Kai-shek y se convirtió en un miembro importante en su cuartel general a principios de la década de 1930. En enero de 1934, Chiang Kai-shek lo nombró administrador y comandante en jefe del Cuarto Distrito Especial en el norte de Jiangxi. Mo usó su posición para plantar más de una docena de agentes comunistas en la sede general de Chiang, incluido Liu Yafo (劉亞 佛) (que presentó el Partido Comunista de China), Xiang Yunian (項 與 年) (su manejador comunista, a quien contrató como su secretaria) y Lu Zhiying (盧志英) (jefe interino del anillo de espías, bajo el mando de Zhou Enlai).
Después de asediar con éxito el área de Ruijin (la capital de la RSE) y ocupar la mayor parte de la propia RSC, Chiang confiaba en que podría derrotar a los comunistas en un ataque decisivo final. A fines de septiembre de 1934, distribuyó su "Plan de cubo de hierro" de alto secreto al cuartel general en Lushan (el sustituto de verano de Nanchang), que detallaba el impulso final para aniquilar a las fuerzas comunistas. Chiang planeó 30 líneas de bloqueo apoyadas por 30 cercas de alambre de púas (la mayoría electrificadas) en un radio de 150 kilómetros (93 millas) alrededor de Ruijin para matar de hambre a los comunistas. Además, se movilizarían más de 1000 camiones en una fuerza de reacción rápida para evitar una ruptura comunista. Al darse cuenta de la certeza de la aniquilación comunista, Mo Xiong (莫 雄) entregó el documento de varios kilogramos a Xiang Yunian (項 與 年) la misma noche, arriesgando su vida y la de su familia.
Con la ayuda de Liu Yafo (劉亞 佛) y Lu Zhiying (盧志英), los agentes comunistas copiaron la inteligencia en cuatro diccionarios y Xiang Yunian (項 與 年) tuvo la tarea de llevarlo a la RSC. El viaje fue peligroso, ya que las fuerzas nacionalistas arrestaron y ejecutaron a cualquiera que intentara cruzar el bloqueo. Xiang Yunian (項 與 年) se escondió en las montañas, golpeó cuatro de sus dientes con una piedra y le hinchó la cara. Disfrazado de mendigo, arrancó las tapas de los cuatro diccionarios y las cubrió con comida en mal estado en el fondo de su bolso. Cruzando varias líneas de bloqueo, llegó a Ruijin el 7 de octubre de 1934. La inteligencia proporcionada por Mo Xiong (莫 雄) convenció a los comunistas de la RSC de abandonar su base y retirarse antes de que Chiang pudiera reforzar sus líneas de bloqueo con cercas de alambre de púas. Movilizaron camiones y tropas, salvándose de la aniquilación.

### Finanzas
El 1 de febrero de 1932, se estableció el Banco Nacional de la República Soviética de China, con Mao Zemin como presidente. El CRS Central Mint emitió tres tipos de moneda: un billete de papel, una moneda de cobre y un dólar de plata.

### Billetes
La Central Mint emitió brevemente billetes de papel y monedas de cobre. Ninguno de los dos circuló por mucho tiempo, principalmente porque la moneda no podía usarse en el resto de China. El billete de papel tenía impreso el "Banco Nacional de la República Soviética China" (中華 蘇維埃 共和國 國家 銀行) en el billete en caracteres chinos tradicionales y una imagen de Vladimir Lenin.

### Dólares de plata
La moneda predominante producida por la Casa de la Moneda Central fue el dólar de plata. A diferencia de los billetes y monedas de cobre, los dólares de plata no tenían símbolos comunistas; eran una copia de dólares de plata producidos por otras casas de moneda en China (incluida la moneda popular con la cabeza de Yuan Shikai y el dólar de plata águila del peso mexicano). Esto, y el hecho de que la moneda estaba hecha de plata, les permitió circular en el resto de China; por lo tanto, fue la moneda de elección.
Cuando el Primer Frente del Ejército Rojo chino comenzó la Larga Marcha en octubre de 1934, el banco comunista era parte de la fuerza de retirada; Catorce empleados bancarios, más de cien coolies y una compañía de soldados los escoltaron con el dinero y la maquinaria de menta. Cuando el Ejército Rojo chino permaneció en un lugar durante más de un día, un deber importante del banco era que la población local intercambiara billetes de papel comunistas y monedas de cobre por monedas utilizadas en las regiones controladas por los nacionalistas para evitar el enjuiciamiento de los nacionalistas después de que los comunistas se fueron. Después de la Conferencia de Zunyi, se decidió que llevar todo el banco en la marcha no era práctico, y el 29 de enero de 1935, en Tucheng (土城), los empleados del banco quemaron todos los billetes de papel comunistas y destruyeron la maquinaria de menta. Al final de la Larga Marcha en octubre de 1935, solo quedaban ocho de los catorce empleados originales; los otros seis habían muerto en el camino.

### Impuestos
En noviembre de 1931, se fundó la Oficina Nacional de Impuestos. En 2002, el edificio original fue renovado para el público.

### Sellos
La Dirección General de Correos Soviéticos chinos fue fundada en Ruijin el 1 de mayo de 1932. Los primeros sellos fueron diseñados por Huang Yaguang e impresos litográficamente por la Imprenta del Ministerio de Finanzas en Ruijin. Se utilizó papel blanco o periódico. Eran imperforados y estaban denominados en la moneda del dólar de plata soviético chino. Son bastante raros y buscados por los coleccionistas. También hay muchas falsificaciones y problemas falsos que imitan los primeros sellos de las áreas comunistas.